# ウォルト・マーティン
ウォルト・マーティン（Walt Martin, 1945年4月8日 - 2014年7月24日）は、アメリカ合衆国のプロダクション・サウンド・ミキサーである。クリント・イーストウッド監督の『父親たちの星条旗』（2006年）と『アメリカン・スナイパー』（2014年）でアカデミー賞録音賞にノミネートされている。
2014年7月24日に血管炎症候群により69歳で亡くなり、没後に公開された『アメリカン・スナイパー』が遺作となった。

## 主なフィルモグラフィ
- スペース カウボーイ Space Cowboys (1999)
- チャーリーズ・エンジェル Charlie's Angels (2000)
- ブラッド・ワーク Blood Work (2002)
- バンガー・シスターズ The Banger Sisters (2002)
- ブルドッグ A Man Apart (2003)
- ミスティック・リバー Mystic River (2003)
- Eulogy (2004)
- ミリオンダラー・ベイビー Million Dollar Baby (2004)
- 父親たちの星条旗 Flags of Our Fathers (2006)
- ハリウッドランド Hollywoodland (2006)
- 硫黄島からの手紙 Letters from Iwo Jima  (2006)
- チェンジリ Changeling (2008)
- グラン・トリノ Gran Torino (2008)
- インビクタス/負けざる者たち Invictus (2009)
- ヒア アフター Hereafter (2010)
- 人生の特等席 Trouble with the Curve (2012)
- ジャージー・ボーイズ Jersey Boys (2014)
- アメリカン・スナイパー American Sniper (2014)